# 海老江站 (富山縣)
海老江站（日语：／ Ebie eki */?）是位於富山縣新湊市（現時：射水市）東明中町，富山地方鐵道（地鐵）射水線的鐵路車站（廢站）。在海老江地區內，因於秋分之日會舉行海老江曳山祭而知名。

## 歷史
- 1929年（昭和4年）7月2日：越中鐵道打出濱站（後來為打出站（第二代））至堀岡站之間開通，此站啟用[1][2]。
- 1943年（昭和18年）1月1日：隨著進行交通整合，成為富山地方鐵道射水線的車站[1][2]。
- 1971年（昭和46年）5月1日：撒走列車交會設備[3]。
- 日期不詳：成為業務委託車站[3]。
- 1980年（昭和55年）4月1日：射水線廢除，此站也被廢除[1][2]。

## 車站構造
截至車站廢除前，此站是一座地面車站，設有1面1線的單式月台。月台在路軌的北邊（新港東口方向的列車會開啟右邊車門，舊上行線）。曾經此站設有2面2線的相對式月台，當時可進行列車交會。靠近站舍一方的月台（北邊）是上行線，對面月台（南邊）是下行線。後來對面月台的路軌在廢除交會設備後被撤去，月台保留下來。
此站是業務委託車站。站舍是在站內東北方，鄰接月台東北方。月台上設有候車室。

## 車站周邊
車站附近地方住了許多賣藥商人。在路軌南邊設有與路軌並行，灌溉用的水路。
- 國道415號（日语：国道415号）
- 海老江郵局
- 海老江海濱公園
- 加茂神社（日语：加茂神社 (射水市)）（分社）

## 現狀
在四方站遺址南方附近至終點站新港東口站附近之間的路軌遺址變成了單車徑。截至1997年（平成9年），路軌遺址繼續是一條單車徑。截至2006年（平成18年）和2010年（平成22年）也是同樣。
車站遺址附近的單車徑一度被撒去。截至2006年（平成18年），車站範圍內還有靠近站舍一方的月台。還有2卡編成的車輛停車標誌位置和柵欄。路軌遺址變成了社區巴巴的休憩場地。在2010年（平成22年）的情況也是同樣。
截至2018年（平成30年），柵欄已被撤走，車輛停車位置標誌上的油漆也脫落了。在2021年（令和3年），月台已經被撤走。

## 相鄰車站
富山地方鐵道
射水線
練合－海老江－射北中學校前

## 注腳
1. 1 2 3  《日本鐵道旅行地圖帳 全線全站全廢線 6 北信越》（監修：今尾惠介，新潮社，2008年10月發行）34頁
2. 1 2 3  （JTB出版，2010年4月發行）211-212頁
3. 1 2 3 4 5 6 7 8 9 10 11 12  《RM LIBRARY 107 富山地鐵笹津・射水線》（著：服部重敬，NEKO PUBLISHING，2008年7月發行）35,40-41頁
4. 1 2  （JTB出版，1997年）108-109頁
5. 1 2 3 4  《富山廢線紀行》（著：草卓人，桂書房（日语：桂書房），2008年）66-67頁
6. 1 2 3  （著：寺田裕一，NEKO PUBLISHING，2010年12月發行）53頁
7. ↑  50-51頁

## 相關項目
- 日本鐵路車站列表 E
- 海老江站 - 位於大阪府的西日本旅客鐵道（JR西日本）JR東西線同名車站。該站啟用時，此站已經廢除。
- 阪神北大阪線 - 在該線中設有「海老江站」（該站與JR的海老江站有一段距離）。